# Лі Коніц
Лі Коніц (англ. Lee Konitz; 13 жовтня 1927, Чикаго — 15 квітня 2020, Нью-Йорк) — американський джазовий музикант, саксофоніст і композитор.

## Життєпис
Народився в сім'ї євреїв-іммігрантів Абрама Коніца (1898—1959) і Анни Гетлін (уродженки Пінська, 1900—1964). Чи Коніц починав музикантом-самоучкою. У 1938 році він купує кларнет і самовчитель гри, а в 1939 році — тенор-саксофон. Згодом грав в основному на альт-саксофоні. Освіту здобув в коледжі Рузвельта.
У 1948 році Коніц грає в Нью-Йорку разом з Майлсом Девісом і Гілом Евансом. Ці виступи в 1948—1950 роках лягли в основу стилю кул-джаз. У 1952 році він виступає в Торонто, потім — в 1952—1954 роках — в джаз-бенді Стена Кентон. У 1952 році він бере участь як соліст в запису знаменитого кентонського альбому «New Concepts of Artistry in Rhythm», в 1953 році записується разом з Джеррі Маллігеном.
У січні 1956 року Л. Коніц, разом з Гансом Коллером, Зутом Сімсом і Ларсом Галліном, бере участь в гастрольному турне по Європі. Починаючи з 60-х років XX століття багато разів виступав в Європі, часто в супроводі тільки піаніста. За час своєї музичної кар'єри Лі Коніц записав понад 150 джазових альбомів.
У 1992 році музикант був удостоєний данської премії Джазпар, у розмірі 200.000 данських крон.
Л. Коніц записав десятки альбомів як лідер групи. Він також записувався або виступав з Дейвом Брубеком, Орнеттом Коулманом, Чарльзом Мінгусом, Джеррі Малліганом, Елвіном Джонсом та іншими. Серед його останніх записів є кілька з Бредом Мелдау і Чарлі Хейденом, а також концертний альбом, записаний в 2009 році на Birdland і випущений ECM в 2011 році за участю цих музикантів, а також барабанщика Пола Моушена.
В останні роки Лі Коніц в старості випустив ряд фрі-джазових та авангардних альбомів, граючи пліч-о-пліч з набагато молодшими музикантами.
Коніц повинен був виступити на концерті в Recital Centre Мельбурна в якості ключової фігури на Melbourne International Jazz Festival в 2011 році, проте захворів, що стало причиною скасування концерту в останню хвилину.
У серпні 2012 року Лі Коніц з аншлагом виступав у клубі Blue Note в Гринвіч-Віллідж в рамках Terribles Enfants разом з Біллом Фрізелом, Гері Пікок і Джоуї Бароном.
Коніц помер в лікарні Ленокс Хілл в Нью-Йорку 15 квітня 2020 року в результаті пневмонії, викликаної коронавірусом.

## Дискографія

### Як соліст
- 1949-50: With Tristano, Marsh and Bauer (Prestige)
- 1949-50: Lee Konitz and Stan Getz — The New Sounds (10", Prestige)
- 1949-50: Subconscious-Lee (Prestige, 1949-50)
- 1951: Lee Konitz Featuring Miles Davis — The New Sounds (10, Prestige, переиздан Conception, 1956)
- 1953: Lee Konitz Plays with the Gerry Mulligan Quartet (Pacific Jazz) с Джерри Маллигэн
- 1954: Jazz Time Paris Vol. 3: Lee Konitz Plays (Vogue)
- 1954: Konitz (10″, Storyville)
- 1954: Jazz at Storyville (Storyville)
- 1954: In Harvard Square (Storyville)
- 1955: Lee Konitz with Warne Marsh (Atlantic)
- 1956: Lee Konitz Featuring Hans Koller, Lars Gullin, Roland Kovac (Swingtime)
- 1956: Inside Hi-Fi (Atlantic)
- 1957: The Real Lee Konitz (Atlantic)
- 1957: Very Cool (Verve)
- 1957: Tranquility (Verve)
- 1958: An Image: Lee Konitz with Strings (Verve)
- 1959: Live at the Half Note (Verve)
- 1959: Lee Konitz Meets Jimmy Giuffre (Verve) with Jimmy Giuffre
- 1959: You and Lee (Verve)
- 1961: Motion (Verve)
- 1965: Trio and Quartet (Magnetic)
- 1966: Modern Jazz Compositions from Haiti (Impulse!)
- 1967: The Lee Konitz Duets (Milestone)
- 1968: European Episode (CAM Jazz)
- 1968: Impressive Rome (CAM)
- 1968: Stereokonitz (RCA)
- 1969: Peacemeal (Milestone)
- 1971: Spirits (Milestone)
- 1972: Worth While (Atlantic) — записи 1956
- 1974: Jazz à Juan (SteepleChase)
- 1974: I Concentrate on You: A Tribute to Cole Porter (SteepleChase)
- 1974: Satori (Milestone)
- 1974: Lone-Lee (SteepleChase)
- 1975: Trio: Oleo (Sonet)
- 1975: Chicago 'n' All That Jazz (Denon: LaserLight)
- 1976: Lee Konitz Meets Warne Marsh Again (Pausa)
- 1976: Figure and Spirit (Progressive)
- 1977: The Lee Konitz Quintet (Chiaroscuro)
- 1977: The Lee Konitz Nonet (Chiaroscuro)
- 1977: Tenorlee (Candid)
- 1977: Pyramid (Improvising Artists)
- 1979: Seasons Change с Карлом Бергером (Circle)
- 1979: Nonet: Live at Laren (Soul Note)
- 1979: Yes, Yes Nonet (SteepleChase)
- 1980: Heroes (Verve)
- 1980: Anti-heroes (Verve)
- 1982: Toot Sweet (Owl)
- 1982: High Jingo (Atlas)
- 1983: Glad, Koonix! (Dragon)
- 1983: Dovetail (Sunnyside)
- 1983: Dedicated to Lee: Lee Konitz Plays the Music of Lars Gullin (Dragon)
- 1983: Art of the Duo (Enja)
- 1984: Wild as Springtime (GFM)
- 1984: Stereokonitz (Soul Note)
- 1986: Quartet: Ideal Scene (Soul Note)
- 1986: Medium Rare (Label Bleu)
- 1987: Quartet: The New York Album (Soul Note)
- 1988: The Space Jazz Trio (c Энрико Пиерануци): Blew (Philology)
- 1988: Solitudes (Philology)
- 1989: In Rio (MA)
- 1989: Konitz in Denmark (Rightone)
- 1989: Round and Round (Music Masters)
- 1990: Zounds (Soul Note)
- 1990: Once Upon a Line (Musidisc)
- 1991: Lullaby of Birdland (Candid)
- 1992: The Jazzpar All Star Nonet: Leewise (Storyville)
- 1992: Jazz Nocturne (Evidence)
- 1992: Lunasea (Soul Note)
- 1992: From Newport to Nice (Philology)
- 1992: Frank-Lee Speaking (West Wind)
- 1993: Rhapsody (Evidence)
- 1993: So Many Stars (Philology)
- 1993: Rhapsody II (Evidence)
- 1993: Italian Ballads, Volume1 (Philology)
- 1993: Brazilian Rhapsody (BMG: Music Masters)
- 1993: Steps Towards a Dream (Odin), при участии Эрлинг Аксдаль, Джон Пал Инденберг и Бьорн Альтерхог
- 1994: Swiss Kiss (TCB)
- 1995: Haiku (Nabel)
- 1995: Move (Moon)
- 1995: Free with Lee (Philology)
- 1996: Alone Together (Blue Note)
- 1996: Live at the Manhattan Jazz Club (GAM)
- 1996: Guarana (AxolOtl Jazz)
- 1996: Unaccompanied Live in Yokohama (PSF)
- 1996: Strings for Holiday: A Tribute to Billie Holiday (Enja)
- 1996: Lee Konitz Meets Don Friedman (Camerata)
- 1996: It's You (SteepleChase)
- 1997: Twelve Gershwin in Twelve Keys (Philology)
- 1997: Out of Nowhere (SteepleChase)
- 1997: The Frankfurt Concert (West Wind)
- 1997: Dearly Beloved (SteepleChase)
- 1997: Body and Soul (Camerata)
- 1998: Saxophone Dreams (Koch)
- 1998: Inside Cole Porter (Philology)
- 1998: L'age mur (Philology)
- 1998: Tender Lee (For Chet) (Philology)
- 1998: Self Portrait (Philology)
- 1998: Dialogues (Challenge)
- 1999: Dig-It (SteepleChase)
- 1999: Three Guys (Enja)
- 1999: Trio: Another Shade of Blue (Blue Note)
- 2000: Quartet: Sound of Surprise (RCA Victor)
- 2000: Pride (SteepleChase)
- 2001: Trio: Some New Stuff (DIW)
- 2001: Quintet: Parallels (Chesky)
- 2002: At the New Mississippi Jazz Club (Philology)
- 2003: Live-Lee (Milestone)
- 2003: A Day in Florence (Philology)
- 2004: BargaLee (Philology)
- 2004: Sound-Lee (Membran International)
- 2004: One Day with Lee (Capri)
- 2004: Lee Konitz-Ohad Talmor String Project: INVENTIONS (при участии the Spring String Quartet) (OmniTone)
- 2005: New Nonet (под управлением Охэда Тэйлора) (OmniTone)
- 2006: Lee Konitz-Ohad Talmor Big Band: Portology (за участю the Orquestra Jazz de Matosinhos) (OmniTone)
- 2008: Lee Konitz/Grace Kelly: GRACEfulLEE (Pazz Recordings)
- 2008: Lee Konitz & Minsarah: Deep Lee (за участю Джеффа Дэнсона, Флориана Вебера, Зива Равица) (Enja)
- 2009: Lee Konitz / Dan Tepfer: Duos with Lee (Sunnyside)
- 2009: Lee Konitz New Quartet: Live at the Village Vanguard (за участю Джеффа Денсона, Флоріана Вебера, Зіва Равіца) (Enja)
- 2011: Lee Konitz/Brad Mehldau/Чарлі Гейден/Paul Motian: Live at Birdland (ECM)
- 2014: Lee Konitz/Dan Tepfer/Michael Janisch/Jeff Williams: First Meeting: Live in London, Volume 1 (Whirlwind)

### В проєктах інших музикантів
з Майлзом Девісом
- The Miles Davis Tuba Band (w / Lennie Tristano) — Why Do I Love You? Rare Broadcasts 1947—48 (Natasha, 1993);
- Birth of the Cool (Capitol, 1949);
- Miles Ahead (1957).

з Ленні Трістано
- Lennie Tristano and Warne Marsh : Intuition (rec. 1949 Capitol, 1996);
- Crosscurrents (Capitol, 1949 [1972]);
- Lennie Tristano (Atlantic, 1956).

зі Стеном Кентон
- City of Glass (Capitol, 1951)
- New Concepts of Artistry in Rhythm (Capitol, 1952)
- Popular Favorites by Stan Kenton (Capitol, 1953)
- Sketches on Standards (Capitol, 1953)
- This Modern World (Capitol, 1953)
- Portraits on Standards (Capitol, 1953)
- The Kenton Era (Capitol, 1940-54, [1955])

з Джеррі Малліген
- The Gerry Mulligan Songbook (World Pacific, 1957)

З іншими
- 1947: Claude Thornhill and His Orchestra: The Uncollected Claude Thornhill and His Orchestra (Hindsight)
- 1951: Ralph Burns and His Orchestra:Free Forms
- 1956: Metronome All-Stars: Metronome All-Stars 1956 (Clef)
- 1957: Gil Evans: Gil Evans & Ten (Prestige)
- 1966: Dave Pike: The Doors of Perception (Vortex, 1970)
- 1968: Attila Zoller: Zo-Ko-Ma (MPS)
- 1972: Charles Mingus: Charles Mingus and Friends in Concert (Columbia)
- 1974: Dave Brubeck: All The Things We Are (Atlantic)
- 1975: Warne Marsh Quintet: Jazz Exchange (Storyville)
- 1975: Hal Galper: Windows (SteepleChase)
- 1977: Bill Evans: Crosscurrents (Fantasy)
- 1980: Martial Solal: Live at the Berlin Jazz Days (MPS)
- 1983: Martial Solal: Star Eyes, Hamburg 1983 (HatOLOGY)
- 1984: Max Roach: It's Christmas Again (Soul Note)
- 1990: Frank Wunsch Quartet: S'Nice (Nabel)
- 1991: Lars Sjosten Quartet: Friends (Dragon)
- 1993: Renato Sellani: Speakin' Lowly, Volume 1 (Philology)
- 1994: Orchestra Il Suono Improvviso: A Venezia (Philology)
- 1995: Umberto Petrin: Breaths and Whispers (Homage to Alexander Scriabin) (Philology)
- 1995: John Pl Indreberg: Step Towards a Dream (Odin)
- 1995: Don Friedman with Attila Zoller: Thingin'  (HatOLOGY)
- 1997: Kenny Wheeler: Angel Song (ECM)
- 1998: Gerry Mulligan All-Star Tribute Band: Thank You, Gerry! (Arkadia Jazz)
- 2000: The Axis Quartet: Play French Impressionist Music from the Turn of the Twentieth Century (Palmetto)
- 2000: Rich Perry: RichLee! (SteepleChase)
- 2001: Franco D'Andrea: Inside Rodgers (Philology)
- 2001: Renato Sellani: Minority, Volume 2: All the Way (The Soft Ways) (Philology)
- 2002: Matt Wilson: Gong with Wind Suite (Steeplechase)
- 2002: Irio de Paula: Duas contas (Philology)
- 2002: Barbara Casini: Outra vez (Philology)
- 2003: Stefano Bollani: Suite for Paolo (Philology)
- 2003: Kenny Werner: Unleemited (Owl)
- 2006: Francois Théberge: Soliloque (Effendi)
- 2007: Riccardo Arrighini: The Soprano Sax Album: Standards (Philology)
- 2007: Brian Dickenson: The Glenn Gould Session (Philology)
- 2009: Jakob Bro: Balladeering (Loveland)
- 2009: Dan Tepfer: Duos with Lee (Record)
- 2011: Jakob Bro: Time (Loveland)
- 2011: Marcel·lí Bayer: Nonitz Featuring Lee Konitz (Quadrant)
- 2013: Jakob Bro: December Song (Loveland)